# Wereldbeker schaatsen 2015/2016 - Wereldbeker 3
De Wereldbeker schaatsen 2015/2016 Wereldbeker 3 was de derde wedstrijd van het wereldbekerseizoen en vond plaats van 4 tot en met 6 december 2015 op de Max Aicher Arena in Inzell, Duitsland.

## Tijdschema
| Datum               | Tijd (MET) | Onderdeel                                                                                          |
| ------------------- | ---------- | -------------------------------------------------------------------------------------------------- |
| Vrijdag 4 december  | 16:00      | 3000 m vrouwen 1e 500 m vrouwen 1e 500 m mannen ploegenachtervolging mannen                        |
| Zaterdag 5 december | 14:00      | 1000 m mannen 1000 m vrouwen 5000 m mannen ploegenachtervolging vrouwen                            |
| Zondag 6 december   | 14:00      | 1500 m vrouwen 1500 m mannen 2e 500 m vrouwen 2e 500 m mannen massastart vrouwen massastart mannen |

## Podia

### Mannen
| Wedstrijd            | Goud                                                      | Tijd       | Zilver                                                        | Tijd    | Brons                                                   | Tijd    |
| 1e 500 m             | Gilmore Junio Canada                                      | 34,86      | Alexandre St-Jean Canada                                      | 34,90   | Artur Waś Polen                                         | 34,97   |
| 2e 500 m             | Artur Waś Polen                                           | 34,65      | Alex Boisvert-Lacroix Canada                                  | 34,74   | Kai Verbij Nederland                                    | 34,80   |
| 1000 m               | Kjeld Nuis Nederland                                      | 1.08,31    | Denis Joeskov Rusland                                         | 1.08,55 | Kai Verbij Nederland                                    | 1.08,60 |
| 1500 m               | Denis Joeskov Rusland                                     | 1.44,21 BR | Kjeld Nuis Nederland                                          | 1.45,20 | Joey Mantia Verenigde Staten                            | 1.45,25 |
| 5000 m               | Jorrit Bergsma Nederland                                  | 6.17,35    | Sverre Lunde Pedersen Noorwegen                               | 6.19,52 | Arjan Stroetinga Nederland                              | 6.21,66 |
| Massastart           | Alexis Contin Frankrijk                                   | 7.33,37    | Jorrit Bergsma Nederland                                      | 7.33,76 | Fabio Francolini Italië                                 | 7:34.06 |
| Ploegenachtervolging | Nederland Jan Blokhuijsen Arjan Stroetinga Douwe de Vries | 3.41,27    | Noorwegen Håvard Bøkko Sindre Henriksen Sverre Lunde Pedersen | 3.44,88 | Polen Zbigniew Bródka Konrad Niedźwiedzki Jan Szymański | 3.46,17 |

### Vrouwen
| Wedstrijd            | Goud                                          | Tijd    | Zilver                                                     | Tijd    | Brons                                                  | Tijd    |
| 1e 500 m             | Lee Sang-hwa Zuid-Korea                       | 37,33   | Brittany Bowe Verenigde Staten                             | 37,70   | Heather Richardson-Bergsma Verenigde Staten            | 37,99   |
| 2e 500 m             | Lee Sang-hwa Zuid-Korea                       | 37,36   | Heather Richardson-Bergsma Verenigde Staten                | 37,84   | Heather McLean Canada                                  | 38,02   |
| 1000 m               | Brittany Bowe Verenigde Staten                | 1.14,01 | Heather Richardson-Bergsma Verenigde Staten                | 1.14,52 | Lee Sang-hwa Zuid-Korea                                | 1.15,27 |
| 1500 m               | Brittany Bowe Verenigde Staten                | 1.54,68 | Heather Richardson-Bergsma Verenigde Staten                | 1.54,94 | Marrit Leenstra Nederland                              | 1.55,79 |
| 3000 m               | Martina Sáblíková Tsjechië                    | 4.03,18 | Marije Joling Nederland                                    | 4.04,08 | Olga Graf Rusland                                      | 4.05,87 |
| Massastart           | Irene Schouten Nederland                      | 8.18,41 | Ivanie Blondin Canada                                      | 8.18,43 | Park Do-yeong Zuid-Korea                               | 8.18,61 |
| Ploegenachtervolging | Japan Misaki Oshigiri Miho Takagi Nana Takagi | 2.59,08 | Nederland Marije Joling Antoinette de Jong Marrit Leenstra | 2.59,69 | Rusland Olga Graf Jelizaveta Kazelina Natalja Voronina | 3.00,36 |